# Hartmut Möllring
Hartmut Möllring, né le 31 décembre 1951 à Ilsede, est un homme politique allemand membre de l'Union chrétienne-démocrate d'Allemagne (CDU).
Après une carrière de magistrat puis de fonctionnaire, il est élu député au Landtag de Basse-Saxe en 1990 et devient huit ans plus tard vice-président du groupe CDU chargé des questions économiques et financières. En 2003, il est nommé ministre des Finances dans la coalition noire-jaune de Christian Wulff, se voyant reconduit en 2010 par son successeur, David McAllister.
Relevé de ses fonctions avec la défaite de la droite en février 2013, il devient deux mois plus tard ministre de l'Économie de Saxe-Anhalt.

## Éléments personnels

### Formation et carrière
Il passe son Abitur à Hildesheim en 1970, puis accomplit son service militaire dans la Bundeswehr durant deux ans. Il entreprend ensuite des études supérieures de droit à l'université de Marbourg, et les poursuit à l'université de Göttingen. Il obtient ses deux diplômes juridiques d'État et commence ensuite à travailler comme juge puis procureur.
Il intègre en 1984 l'administration du ministère de la Justice de Basse-Saxe où il remplit successivement les fonctions de secrétaire personnel, comptable et enfin attaché de presse. Il démissionne en 1990.

### Vie privée
Il est marié depuis 1980 à l'ancienne députée fédérale Eva Möllring, née Simons, et tous deux ont trois enfants, dont un, Gregor, est politiquement actif en militant à la Jeunesse verte.

## Carrière politique
Membre de l'Union chrétienne-démocrate d'Allemagne (CDU) depuis 1970, il en préside la fédération dans l'arrondissement de Hildesheim. En 1990, il est élu député au Landtag de Basse-Saxe alors que la coalition noire-jaune d'Ernst Albrecht, au pouvoir depuis 1976, est battue par la coalition rouge-verte de Gerhard Schröder. À la suite des élections régionales de 1998, il est désigné vice-président du groupe CDU, chargé des finances, de l'économie, de l'environnement, des loisirs, du tourisme, des ports et de la navigation.
Hartmut Möllring devient ministre des Finances de Basse-Saxe le 4 mars 2003 dans la coalition noire-jaune de Christian Wulff, formée peu après la nette victoire de la CDU et du Parti libéral-démocrate (FDP), qui totalisent 56,4 % des suffrages, aux élections régionales. Il est reconduit après les élections régionales de 2008, puis en 2010, à la suite du remplacement de Wulff par le président du groupe CDU au Landtag, David McAllister.
Il est remplacé, le 19 février 2013, par le social-démocrate Peter-Jürgen Schneider. Deux mois plus tard, le 22 avril, il devient ministre de la Science et de l'Économie de la Saxe-Anhalt. Il est remplacé le 25 avril 2016 par le social-démocrate Jörg Felgner.